# Brannigan
Pour les articles homonymes, voir Brannigan (homonymie).
Pour plus de détails, voir Fiche technique et Distribution.
Brannigan  est un film britannique réalisé par Douglas Hickox, sorti en 1975.

## Synopsis
Le lieutenant Jim Brannigan, un policier américain de Chicago, est envoyé à Londres pour arrêter un criminel, se trouve obligé de collaborer avec la police anglaise qui utilise des méthodes radicalement différentes des siennes.

## Fiche technique
- Titre : Brannigan
- Réalisation : Douglas Hickox
- Scénario : William P. McGivern, William W. Norton d'après une histoire de Christopher Trumbo et Michael Butler
- Musique : Dominic Frontiere
- Montage : Malcolm Cooke
- Directeur de la photographie : Gerry Fisher, BSC
- Création des décors : Ted Marshall
- Costumière : Josie MacAvin
- Création des costumes : Emma Porteous
- Maquillage : Dave Grayson et Alan Brownie
- Script : Angela Allen
- Opérateur caméra : Freddie Cooper
- Assistant réalisateur : Ted Sturgis
- Coordination des cascades : Peter Brayham
- Distribution : Miriam Brickman
- Assistante des producteurs : Sara Romilly
- Assistant de production : Robert Levy
- Éditeur de doublage : Les Wiggins
- Directeur de production : Geoffrey Haine
- Directeur des extérieurs : Arnold Ross
- Son : Simon Kaye
- Mixage : Gerry Humphries
- Titrage : G.S.E. Limited
- Producteurs : Arthur Gardner et Jules V. Levy
- Producteur exécutif : Michael Wayne
- Caméra : Panavision
- Affiche : Robert McGinnis
- Compagnies de production : Wellborn / Levy-Gardner-Laven
- Compagnie de distribution : United Artists
- Pays d'origine :  États-Unis -  Royaume-Uni
- Langue : Anglais
- Son : Mono
- Image : Couleurs
- Ratio écran : 2.39:1
- Laboratoire : De Luxe
- Format négatif : 35 mm
- Procédé cinématographique : Anamorphique
- Genre : Policier
- Durée : 111 minutes
- Date de sortie : 26 mars 1975
- Affiche : Jouineau Bourduge (France)

## Distribution
- John Wayne (VF : Raymond Loyer) : Lt. Jim Brannigan
- Richard Attenborough (VF : Raoul Curet) : Sir Charles Swann
- Judy Geeson (VF : Béatrice Delfe) : Jennifer Thatcher
- Mel Ferrer (VF : Gabriel Cattand) : Mel Fields
- John Vernon (VF : Sady Rebbot) : Ben Larkin
- Daniel Pilon : (VF : Jean-Pierre Leroux) : Gorman
- Ralph Meeker (VF : Michel Gudin) : le capitaine Moretti
- John Stride (VF : Serge Lhorca) : l'inspecteur Mike Travers
- James Booth : (VF : Yves Massard) : Charlie
- Arthur Batanides (VF : Serge Lhorca) : Angell
- Del Henney : Drexel
- Brian Glover (VF : Albert Augier) : Jimmy
- Anthony Booth : (VF : Michel Bedetti) : Freddy
- Pauline Delany (VF : Rosy Varte) : Madame Cooper
- Tony Robinson : Le livreur à moto
- Kathryn Leigh Scott : Mademoiselle Allen
- Lesley-Anne Down : Luana
- Barry Dennen (VF : Gérard Hernandez) : Julian
- Don Henderson : Geef

## Commentaires
- Avec l'énorme succès d'Un silencieux au bout du canon, John Wayne se rendit en Angleterre pour participer à une émission de télévision sur l'Ouest américain. De cette visite, naquit l'idée de lui faire tourner un film sur place. Brannigan va être son premier film britannique, et les scénaristes ont exploité à fond le contraste entre le personnage typiquement américain qu'est John Wayne et les lourdes traditions britanniques.
- Le film reprend l'idée d'Un shérif à New York (film de Don Siegel avec Clint Eastwood), à savoir la transplantation d'un flic coriace dans un univers qui ne lui est pas du tout familier.

## Production
Parmi les nombreux extérieurs de Londres, la production a choisi le Royal Automobile Club à Pall Mall, le London Tavern à Broadgate, le Beckton Gasworks, le Garrick Club à Covent Garden, Piccadilly Circus, le Dorchester Hotel, Hyde Park, la Gare de Saint-Pancras, le St Thomas' Hospital, le Tower Bridge.

## DVD
Le film a fait l'objet d'une sortie sur le support DVD en France :
- Brannigan (DVD-9 Keep Case) édité par MGM / United Artists et distribué par Fox Pathé Europa sorti le 3 février 2004. Le ratio écran est en 2.35:1 panoramique 16:9. L'audio est en Français, Anglais, Allemand, Italien et Espagnol en 1.0 Mono Dolby Digital avec présence de sous-titres français, anglais, allemands, italiens, espagnols, hollandais, suédois, finnois, norvégiens, danois, portugais, polonais et grecs. La durée du film est de 106 minutes. En supplément, la bande annonce originale d'époque. Il s'agit d'une édition Zone 2 Pal[1]